# Легенди про заснування села Новоселівка Подільського району
Село Новоселівка Куяльницької сільської громади вабить до себе безкрайніми степами, чудовою природою, славною історією, народними традиціями. Тут жили наші прадіди, живуть наші діди, батьки, тут народилися ми… Для нас тут корінь народу українського, що сягає сивої давнини. До 1921 року на території теперішньої Новоселівки було два села: Софіївка (Малігонове), що входила до Ставрівської волості, і Новоселівка (Грекове), яка належала спочатку до Косянської, а потім до Бірзульської волості Ананьївського повіту. Існують декілька легенд про походження назв історичних частин села.

## Валегоцулівська балка
Села розділяла Валегоцулівська балка, яка тягнеться з півночі на південь. Назва балки походить від назви селища Валегоцулово (нині с. Долинськ), від якого тягнеться ця балка аж до нашого села. Першими поселенцями Валегоцулово були гайдуки та гайдамаки з-за Дністра. Гайдамаки, які наводили жах на поміщиків, часто розташовувалися табором в долині Великого Куяльника, тому цю місцевість (балку) в народі почали називати «Валя Гоцілуй», що в перекладі з молдавського означає «Долина відважних, сміливих». У нашому селі живе легенда, що цією долиною жителі села ходили до Валегоцулово та Одеси на базар. Їх часто грабували, тому валку у нашій місцевості називають «Долиною розбійників».

## Малігонове
З 40-х років 18 століття землі, що знаходились між Південним Бугом та Дністром, стали заселяти біглі селяни, а також запорізька голота — «сіромахи». В наступні десятиліття у цьому краю, що були під владою Османської імперії, існувало вже чимало хуторів. Ставили їх зазвичай десь коло річки, ставків, поблизу криниці, викопаної в яру, чи видолинку. До першопоселенців тулилися оселі нових прибульців — виникало село. Серед таких сіл було і Малігонове.

## Софієвка
В 20-х роках 19 століття поміщиці Софії Мосцевій було «пожаловано царскою милостью» наше село, яку згодом стали називати Софієвкою. На пагорбі, оточеному чистими ставками з розлогими вербами, виріс маєток Мосцевих.

### Поселення Ревульчиха
В селі було багато «іменних полів». Там, де зараз збирається череда, за дубовою посадкою, були поля і поселення Ревульчихи. У неї було багато доброї землі. На одному з полів був побудований склеп. Всередині в склепі було чисто вибілено, як у хаті, прибрано, горіли свічки, знадвору приладнані броньовані двері. Щосуботи той склеп навідували люди. Ревульчиха була пов'язана з розбійниками, які грабували подорожніх у Валугоцулівській балці. В неї розбійники зберігали награбоване.